# 李健良 (足球運動員)
李健良（英語：Lee Jian-Liang，1991年8月10日—）臺灣花蓮縣人，為一位臺灣足球運動員，在足球場上司職中場，目前效力於國內的全國城市足球聯賽台電足球隊。

## 生平
李健良為臺灣花蓮縣人，其擁有臺灣原住民族太魯閣族的血統。國中時期，林昌倫就讀於花蓮縣當地的足球名校美崙國中，而在這個時期，林昌倫也加入該校的足球校隊，並且，2006年德國世界盃時，楊力州、張榮吉兩位導演受到NIKE（耐吉）的委託，協力合作拍攝臺灣本地的足球形象廣告，足球紀錄片《奇蹟的夏天》，而當時拍攝團隊找上美崙國中，並拍攝美崙國中足球校隊的17位學生為全國中等學校運動會備戰的過程，片中便包含了李健良在內的高俊鴻、林昌倫以及嚴和生等曾入選過中華臺北代表隊的球員入鏡。
高中時期，李健良就讀於花蓮縣當地著名的足球名校國立花蓮高級農業職業學校土木科，也有加入該校足球校隊中持續個人足球生涯。
大學時期，李健良以繁星推薦方式，獲得花蓮高農推薦進入國立臺灣體育大學競技運動學系就讀，進入臺灣體大後，李健良依舊加入該校足球校隊中效力，在臺體大期間其背號為9號。2010年，當屆全國城市足球聯賽，李健良代表臺體大出戰銘傳大學的比賽中，李健良個人便在該場比賽中上演進球帽子戲法，並最終以8:0大勝銘傳大學，而李健良也成為該場比賽中，臺體大能夠贏下勝利的一大功臣。
2013年，李健良從臺體大畢業。
2015年由高雄市舉辦的104年全國運動會男子足球項目中，包含李健良在內等多位曾入選過國家代表隊的球員代表花蓮縣參賽，並最終取得季軍的成績。

## 職業生涯

### 俱樂部
李健良2013年自國立臺灣體育大學畢業後，因解決兵役問題，隨即以體育替代役之身分進入到教育部體育署旗下的行政法人，國家運動訓練中心的台灣國訓足球隊中效力。
2014年，役滿離開國訓足球隊後，李健良加入到臺灣全國城市足球聯賽素有南霸天之稱的高雄市台電足球隊效力至今。

### 國家隊
李健良首次入選中華臺北男子足球代表隊23人名單中是在2018年世界盃資格賽亞洲區第一輪面對汶萊國家足球隊，爾後第二次入選是在2015年10月9日由中華臺北主場迎戰澳門足球代表隊的國際友誼賽中。

## 國家隊生涯統計
| 中華台北                | 中華台北 | 中華台北 | 中華台北 |
| 年度                    | 出賽     | 進球     | 參考     |
| ----------------------- | -------- | -------- | -------- |
| 2015                    | 2        | 0        | [ 8 ]    |
| 2016                    | 2        | 0        | [ 8 ]    |
| 總計                    | 4        | 0        | [ 8 ]    |
| 最後更新於2016年12月5日 |          |          |          |

## 資料來源
1. 1 2 3 4 5 6 7 8 9  . 足巢.   [2015-12-01]. （原始内容存档于2019-08-22） （中文（臺灣））.
2. ↑  張克銘. . 東森新聞.   [2015-11-05]. （原始内容存档于2019-11-28） （中文（臺灣））.
3. 1 2  . 國立花蓮高級農業職業學校.   [2015-12-03]. （原始内容存档于2010-11-18） （中文（臺灣））.
4. ↑  . 2010聯發科技全國城市足球聯賽官方部落格. 2010-06-12  [2015-12-03]. （原始内容存档于2019-12-02） （中文（臺灣））.
5. ↑  范振和. . 聯合報. 2015-10-13  [2015-11-05]. （原始内容存档于2016-03-04） （中文（臺灣））.
6. ↑  張克銘. . 東森新聞雲. 2015-03-09  [2015-12-03]. （原始内容存档于2019-12-02） （中文（臺灣））.
7. ↑  鄭廷瑋. . 今日傳媒. 2015-10-07  [2015-12-03]. （原始内容存档于2016-04-25） （中文（臺灣））.
8. ↑  . National Football Teams.   [2015-11-05]. （原始内容存档于2019-12-02） （美国英语）.